# 香春岳
香春岳（かわらだけ）は、福岡県田川郡香春町にある山である。

## 概要
香春町の中西部にある結晶質石灰岩でできた山である。三つの峰で構成されており、地元では香春岳と呼ばず、一ノ岳、二ノ岳、三ノ岳と各々を呼ぶことが多い。最高峰は三ノ岳の標高509m。
全体が高品位の石灰岩で出来た山のため、昭和初期からこれを原料にしたセメント工場が立地していたが、消費地からも海からも離れていることが災いして工場は閉鎖され、現在では石灰石（特に白色度の高いものは「寒水石」と称し、製紙原料として珍重される）の採掘のみが行われている。
石灰石採掘のために、一ノ岳は高さが元の半分程度に低くなっている。つづいて二ノ岳の採掘が始まりつつある。三ノ岳には小規模のスカルン鉱床が数多く生成しており、その一部は奈良時代に銅鉱石の採掘が行われた。一ノ岳の採掘場は上空からも識別しやすいため、航空自衛隊の戦闘機パイロットが自機の位置を確認する（地文航法）ための目印として利用している。
炭坑節の「一山 二山 三山 越え」の歌詞は、香春岳の3峰にちなむ。
『八幡宇佐宮御託宣集』に記された『豊前国風土記』逸文の記録として、第一峰には、ツゲの木が生え、竜骨（たつのほね）もあり、第二峰に、銅とツゲの木と竜骨、第三峰にも竜骨があったと記される（行橋市デジタルアーカイブ「行橋市史」で確認可）。
山頂には香春岳城があった。また、古い記録では香春神社も山裾や山頂にあり、現在では香春神社の神体山ともなっている。

## 香春岳が舞台となった小説
- 青春の門